# Tourka (rivière)
Pour les articles homonymes, voir Tourka (homonymie).
La Tourka (en russe Турка) est une rivière de Russie qui coule en république autonome de Bouriatie. C'est un tributaire du lac Baikal, donc un sous-affluent de l'Ienisseï par l'Angara.

## Géographie
La rivière naît à l'est du lac Baïkal, sur le versant occidental du massif montagneux des monts Ikat ou monts Ikatskiï (Ikatskiï Khrebet) qui culminent à 2 573 m. La source se trouve non loin (à l'ouest) de celle du Vitim. Dès sa naissance, elle coule globalement en direction de l'ouest-sud-ouest. Son bassin versant est situé au sud de celui de la Bargouzine. Au sud-est, son bassin est séparé de celui de la Kourba par les monts Oulan-Bourgas, continuation des monts Khamar-Daban en direction du nord-est. Après un parcours de plus ou moins 240 kilomètres, la Tourka se jette dans le lac Baïkal au niveau de la ville de Tourka (rive est). 
Dans son parcours, la Tourka ne traverse pas de centres urbains importants. Seule la ville de Tourka située près de son embouchure doit être mentionnée.

## Hydrométrie - Les débits mensuels à Sobolikha
Le débit de la Tourka a été observé pendant 57 ans (de 1938 à 1997) à Sobolikha, petite localité située à 26 kilomètres de son embouchure dans le lac Baikal. 
Le débit inter annuel moyen ou module observé à Sobolikha sur cette période était de 49,6 m3/s pour une surface de drainage de 5 050 km2, soit plus de 95 % du bassin versant de la rivière.
La lame d'eau écoulée dans ce bassin versant se monte ainsi à 310 millimètres par an, ce qui peut être considéré comme élevé, et correspond aux mesures effectuées sur d'autres cours d'eau de la zone. 
Rivière alimentée en partie par la fonte des neiges, mais aussi par les pluies assez abondantes d'été et d'automne, la Tourka est un cours d'eau de régime pluvio-nival. 
Les hautes eaux se déroulent du printemps au début de l'automne, avec un sommet de mai à juillet, ce qui correspond au dégel et à la fonte des neiges, surtout celles des sommets du bassin. En août, le débit baisse mais modérément, et cette baisse se poursuit tout au long du reste de l'année. En fin d'automne, le débit chute, ce qui constitue le début de la période des basses eaux, laquelle a lieu de décembre à avril inclus. Cette saison de basses eaux correspond aux importantes gelées qui envahissent toute la Sibérie ; les débits mensuels restent cependant en général à un niveau assez élevé. 
Le débit moyen mensuel observé en mars (minimum d'étiage) est de 18,1 m3/s, soit 18,5 % du débit moyen du mois de juin (96,0 m3/s), ce qui souligne l'amplitude fort réduite des variations saisonnières. Sur la durée d'observation de 57 ans, le débit mensuel minimal a été de 8,81 m3/s en février 1967, tandis que le débit mensuel maximal s'élevait à 359 m3/s en juillet 1988.
La Turka apparait ainsi comme un cours d'eau un peu plus régulier que la Seine à Paris, phénomène très rare en Sibérie où les gelées de l'hiver, intenses et prolongées, réduisent presque partout l'écoulement à peu de choses.
En ce qui concerne la période estivale, libre de glaces (de juin à octobre inclus), le débit mensuel minimal observé a été de 20,2 m3/s en octobre 1946, ce qui restait presque abondant. 